# De Trinitate (Agostino d'Ippona)
(Libro V, capitolo 1)
Il De Trinitate (Sulla Trinità) è un trattato in quindici libri di Agostino d'Ippona, considerato il suo capolavoro dogmatico. Infatti l'opera a quel tempo chiuse per sempre tutte le speculazioni e le incertezze che riguardavano la Trinità ovvero Dio stesso.

## La storia dell'opera
Il testo fu iniziato da Agostino nel 399 e completato solo nel 419. I primi dodici libri dell'opera furono pubblicati ad insaputa dell'autore il quale, essendo sempre solito ricontrollare ciò che aveva scritto per modificarlo meglio e rammaricandosi per il gesto, decise di interromperne la stesura. Tuttavia Agostino fu persuaso dagli amici monaci a continuare perché nel pubblico aveva riscosso un notevole successo. Così ai dodici si aggiunsero gli ultimi tre libri.

## Divisione dell'opera
Nella prima parte della Trinità (libri I-VII) Agostino parla dell'insegnamento di Dio attraverso le Sacre Scritture e così procede nell'analizzare il dogma ovvero le celebrazioni che ne seguono.
Nella seconda parte Agostino indaga le speculazioni che riguardano la Trinità e per aiutarsi nel farsi comprendere dai lettori descrive molti esempi di analogie tra Dio e le sue creature, in particolare analizza l'animo umano.
I primi quattro libri sottolineano l'irreducibile abisso ontologico che separa le creature da Dio e l'impossibilità di una visione diretta e immediata di Dio in questa vita, mentre l'analisi delle Scritture e i successivi libri mostrano che Cristo è, nelle intenzioni del Padre, il Mediatore inviato per guidare gli uomini dalla fede e purificazione alla gioia della visione contemplativa di Dio in questa vita.

### Parte prima
Nei primi quattro libri dell'opera De Trinitate, Agostino, mediante citazioni della Bibbia, parla dell'uguaglianza tra tutti gli uomini, perché creati a immagine e somiglianza di Dio. Nel quinto libro invece l'autore analizza tutte le filosofie che parlano di Dio, aggiungendo il concetto di "relazione", facendo l'esempio del collegamento tra Padre e Figlio o tra Signore e Creatura.
Nel sesto libro Agostino riconferma l'uguaglianza tra gli uomini e condanna le cariche e i titoli che vengono riconosciuti ai nobili. Anche nel settimo libro Agostino ricalca lo stesso tema, questa volta però confermando totalmente il legame che unisce l'uomo a Dio tramite le figure di Padre, Figlio e Spirito Santo.
Secondo Alberto Jori, è da qui che traggono origine la filosofia scolastica e il suo programma: fides quaerens intellectum.

### Parte seconda
Nella seconda parte della Trinità Agostino d'Ippona continua ad analizzare, in maniera però meno teologica, la figura di Dio, tentando di arrivare ad una conclusione mediante l'aiuto della speranza, della carità, della fede e della sapienza.
L'argomento della carità è soprattutto il protagonista dell'ottavo libro nel quale Agostino conferma la presenza della Trinità. Inoltre l'uomo per fare dei passi avanti nel suo cammino verso la conoscenza di Dio, deve avvalersi dell'uso della giustizia, della verità e della bontà.
Nel nono libro Agostino offre un'immagine di Dio vista dall'uomo: l'insieme dello spirito, della conoscenza e dell'amore.
Nel decimo libro Agostino riconferma le idee espresse nel libro precedente, rafforzando le sue tesi e affermando che Dio è costituito dalla triade della "Memoria", nel senso che noi ci formiamo un'immagine di Dio mediante il ricordo delle Scritture e di tutte le altre verità conosciute, dell'"Intelligenza", ovvero ci avvaliamo della facoltà principale donata solo all'uomo invece che agli altri animali: la capacità di pensare, e per ultimo della "Volontà", ossia la capacità dell'uomo di amare e di provare sentimenti grazie alla propria anima.
Nell'undicesimo libro Agostino parla di un'immagine corporea che spesso l'uomo dà a Dio per comprendere meglio la sua magnificenza, come spesso fanno i pittori ed i disegnatori.
Nei seguenti tre libri, dodicesimo, tredicesimo e quattordicesimo, Agostino analizza l'immagine data dall'uomo a Dio mediante la conoscenza e l'uso della Sapienza.
Nell'ultimo libro della Trinità Agostino rianalizza le immagini date a Dio in maniera teologica ed infine conclude l'opera con una preghiera dedicata alla Triade Santa.

## Tratti salienti dell'opera
Gli aspetti più originali e profondi del De Trinitate risultano essere: 1) la dottrina delle relazioni (Padre e Figlio, Dio e creato); 2) l'indagine sulle proprietà dello Spirito Santo; 3) la spiegazione "psicologica" del mistero trinitario. L'analisi agostiniana della vita interiore (psicologica) abbonda di elementi che hanno profondamente influenzato il pensiero successivo: a) in primo luogo la memoria, con l'implicazione della b) conoscenza di sé: «la conoscenza è generata al tempo stesso dall'oggetto conosciuto e dal soggetto conoscente»; c) l'attribuzione all'Amore (come movimento volitivo) di un'importanza pari al movimento intellettivo. La triade «memoria-intelletto-volontà» è stata interpretata, a partire dal XII secolo, nella forma di una distinzione di tre facoltà dell'anima.
Di grandissima importanza è anche l'identificazione di Dio con l'Essere.

## L'episodio del bambino

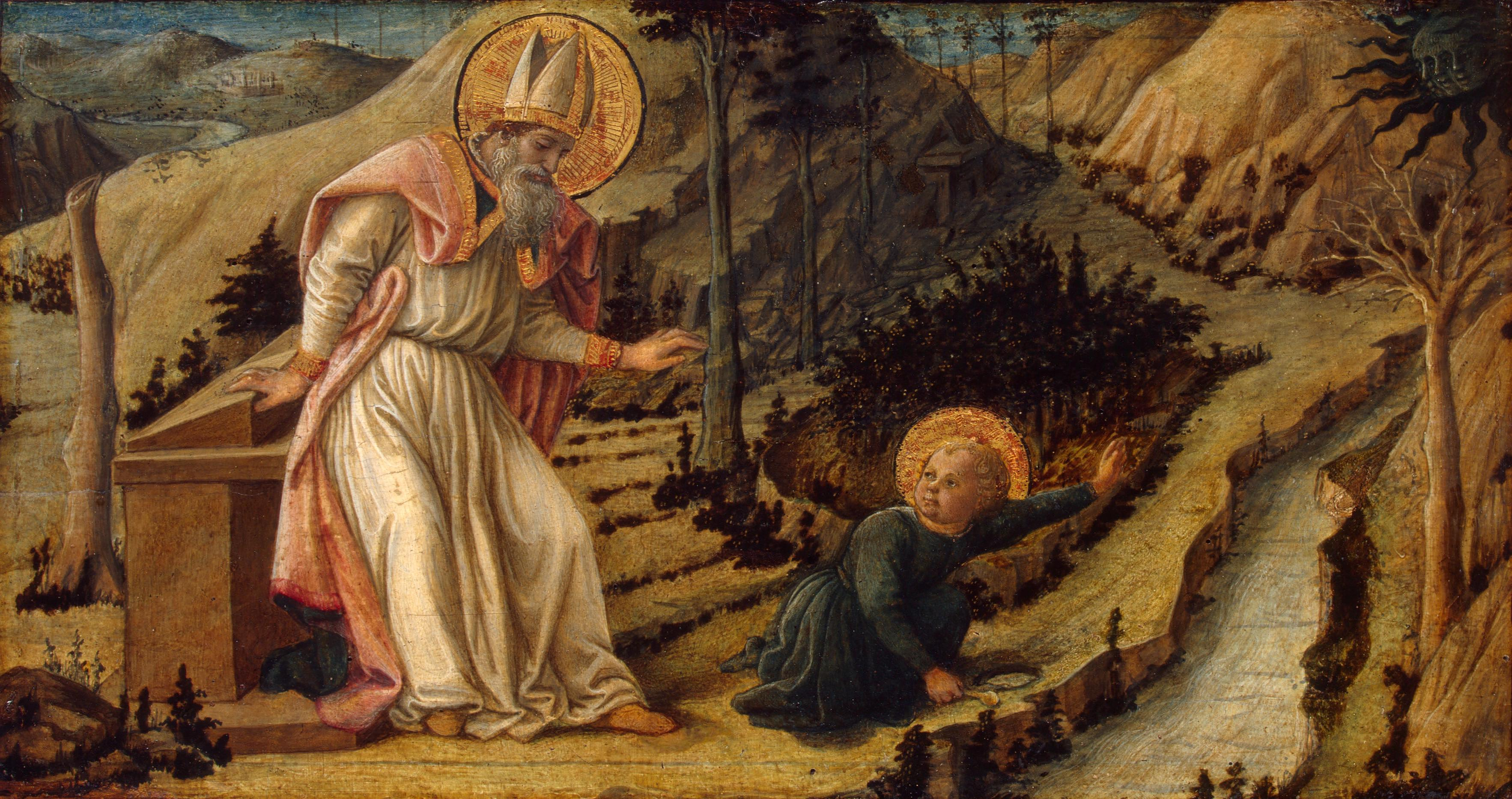
Filippo Lippi, Apparizione del bambino a sant'Agostino, 1452-1465 circa, tempera su tavola, Museo dell'Ermitage, San Pietroburgo.

Molto noto è l'episodio secondo cui un giorno Agostino vide un bambino che cercava di travasare l'acqua del mare in una buca. Spiegatogli che l'impresa era impossibile, il bambino avrebbe detto prima di scomparire: Augustine, Augustine, quid quaeris ? Putasne brevi immittere vasculo mare totum? («Agostino, Agostino che cosa tenti mai? Credi tu forse di poter racchiudere in un piccolo vaso [nella tua piccola nave] 
tutte [le acque] del mare?»).
L'episodio fu attribuito a Agostino per la prima volta nel 1263 in uno scritto di Cesare d'Heisterbach, che si basava su una lettera apocrifa dell'Ipponate a Cirillo di Gerusalemme.
L'aneddoto indica l'impossibilità per la mente e l'anima umana finite di penetrare in profondità il mistero della Trinità, nel corso della vita terrena.
Esso divenne un soggetto iconografico popolare, molto frequente nella rappresentazione del Dottore della Chiesa. Alcuni interpreti identificano il bambino con il Signore Gesù.

## Sviluppi
Il De Trinitate si focalizzò sulla dottrina delle missioni, quella delle relazioni e la "dottrina psicologica". Fu approfondito e sviluppato nella Summa Theologiae di san Tommaso d'Aquino (I, qq. 27-43), che, in ordine, si occupò delle processioni, relazioni e persone, introducendo così lo studio delle Persone divine del Padre, del Figlio e dello Spirito Santo nelle loro proprietà specifiche, come anche nella loro fenomenologia comune sia della comunione eterna sia del divino operare.